# تویوتا پریوس
تویوتا پریوس (Toyota Prius) خودرویی است که از سال ۱۹۹۷ تاکنون تولید شده‌است. طراحی آن خودروهای موتور جلو-محور جلو بوده‌است.
این خودرو یک خودرو برقی دوگانه، اندازه-متوسط (به انگلیسی: Mid-size car) هاچ‌بک و فول است (یعنی می‌تواند تنها بر موتور، یا تنها بر باتری یا هر دو متکی باشد) که پیش‌تر یک خودرو کامپکت سدان بوده که توسط شرکت تویوتا تولید شده و توسعه یافته‌است. ئی‌پی‌ای (به انگلیسی: EPA) و صفحه منابع هوایی کالیفرنیا (به انگلیسی: California Air Resources Board) این پریوس را بر پایهٔ انتشار مه‌دود، در میان پاک‌ترین خودروهایی که در ایالات متحده فروخته می‌شود رتبه‌بندی کرده.

## نسل اول (۱۹۹۷-۲۰۰۳)

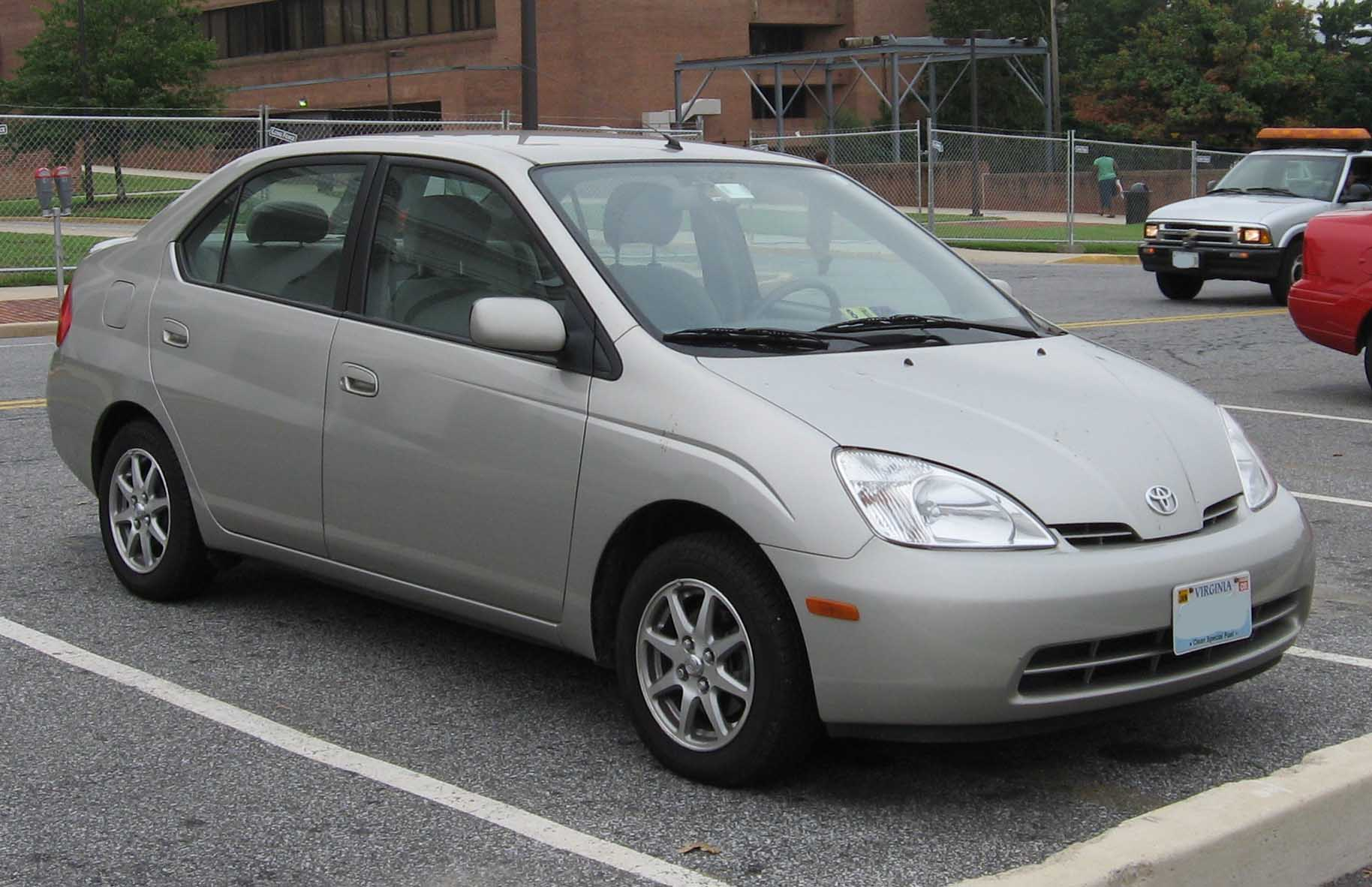
نسل اول

نسل اول تویوتا پریوس در اکتبر1997 به عنوان اولین خودروی پلاگین-هیبرید جهان در ژاپن عرضه شد.این خودرو در  سال عرضه برنده جایزه بهترین خودروی ژاپن شد.
پریوس نسل اول با فروش 37,425 خودرو به کار خود پایان داد.

## نسل دوم (۲۰۰۳-۲۰۰۹)

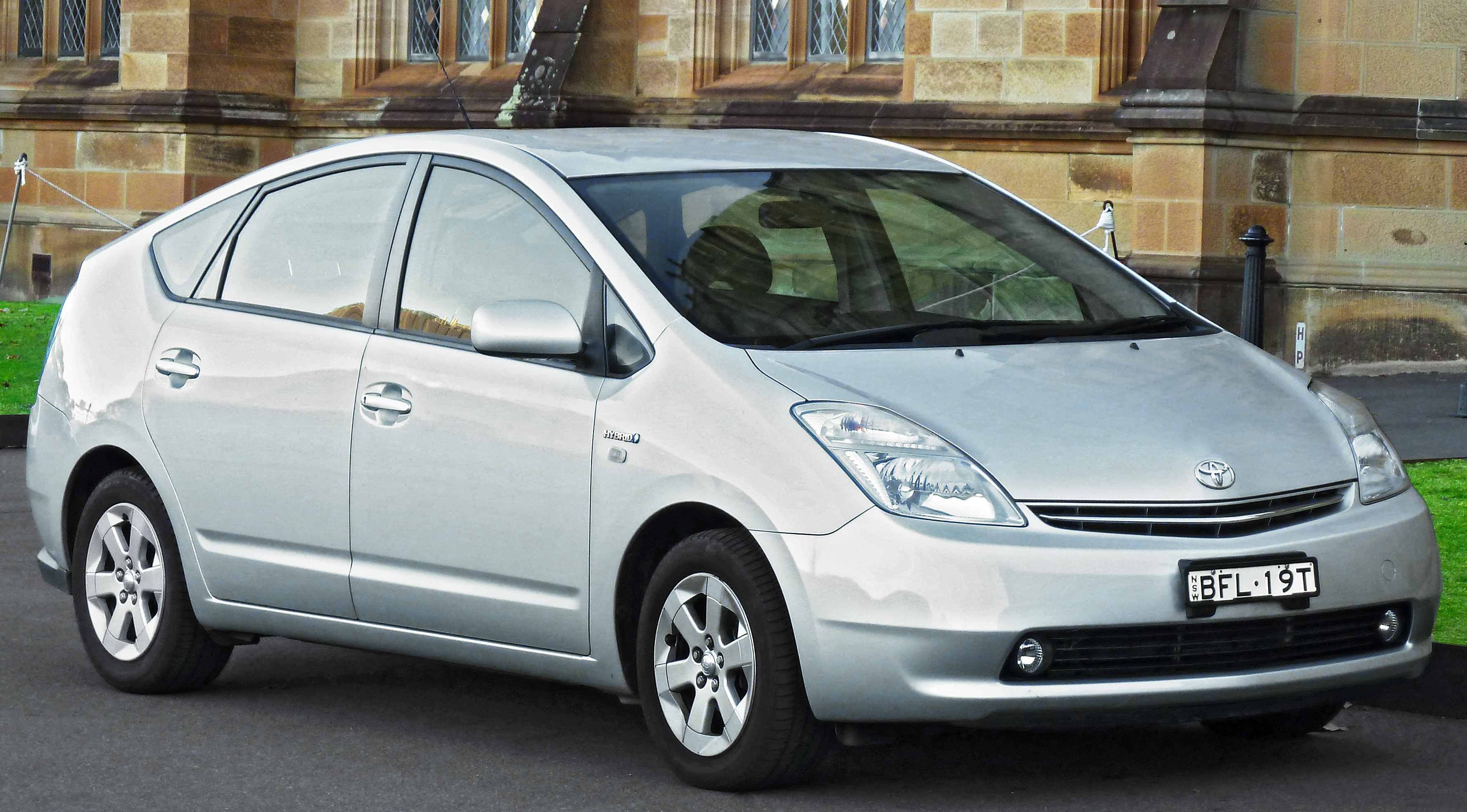
نسل دوم

نسل دوم تویوتا پریوس در آپریل 2003 در نمایشگاه خودروی نیویورک رونمایی شد.این نسل نسبت به نسل قبل از طراحی کاملا متفاوتی برخوردار بود و از نظر فنی نیز به سیستم  هیبریدی نسل دوم تویوتا مجهز بود که راندمان بالاتری نسبت به نسل قبل را به ارمغان آورده بود.
پریوس نسل دوم با فروش 1,192,000 خودرو به کار خود پایان داد.
این خودرو در سال ۲۰۰۵ به عنوان خودروی سال اروپا انتخاب شد.

## نسل سوم (۲۰۰۹-۲۰۱۵)

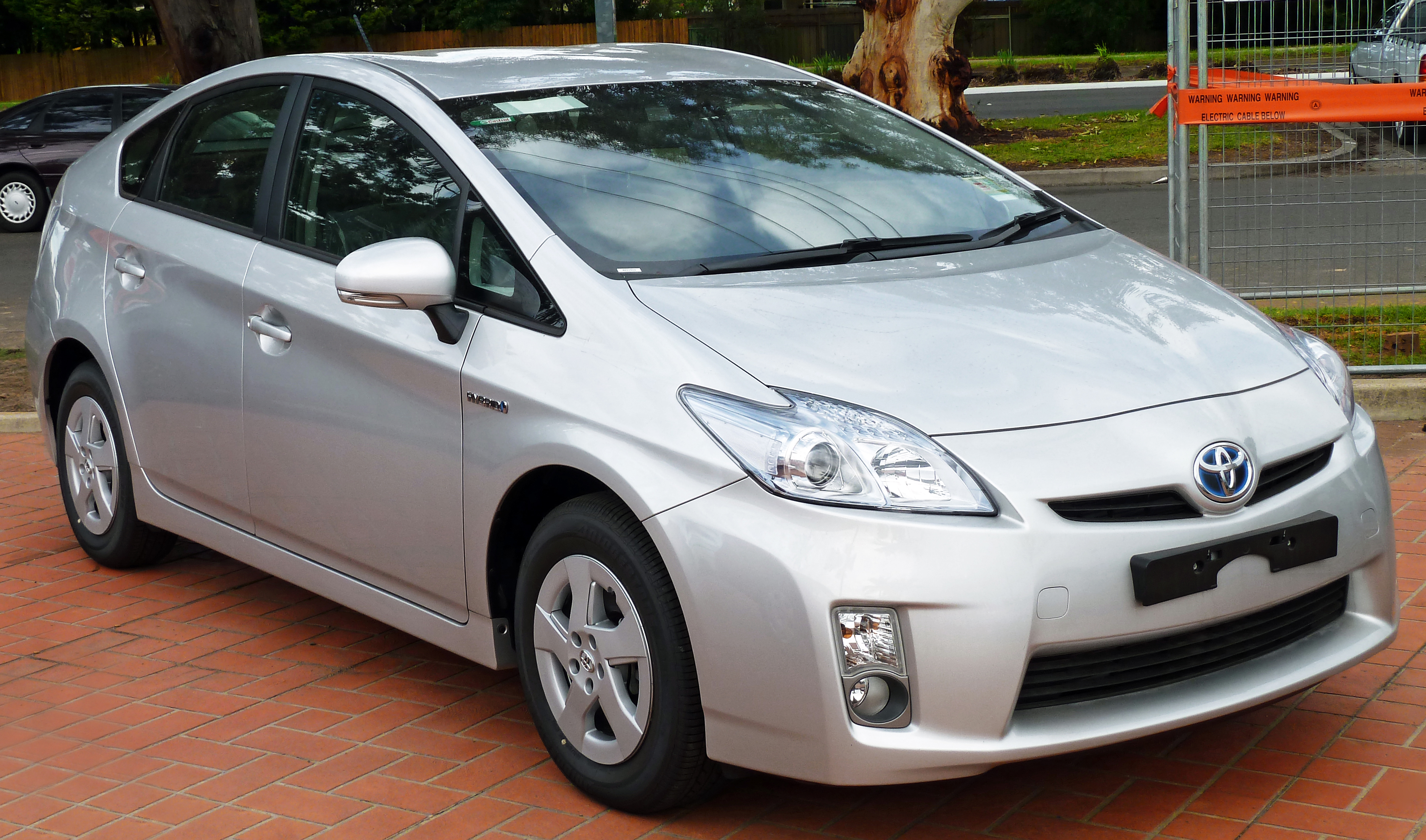
نسل سوم

نسل سوم پریوس در ژانویه 2009 در نمایشگاه بین المللی خورو آمریکای شمالی معرفی شد.تویوتا برای رقابت با هوندا اینسایت قیمت این نسل را از 2.331 به 2.05 میلیون ین کاهش داد.همچنین پریوس نسل سوم تویوتا را برای بار دوم برنده جایزه خودروی سال ژاپن کرد.
تا سال 2013 تویوتا موفق به فروش 1.688.000 دستگاه از این نسل شد.

## نسل چهارم (۲۰۱۵-۲۰۲۲)

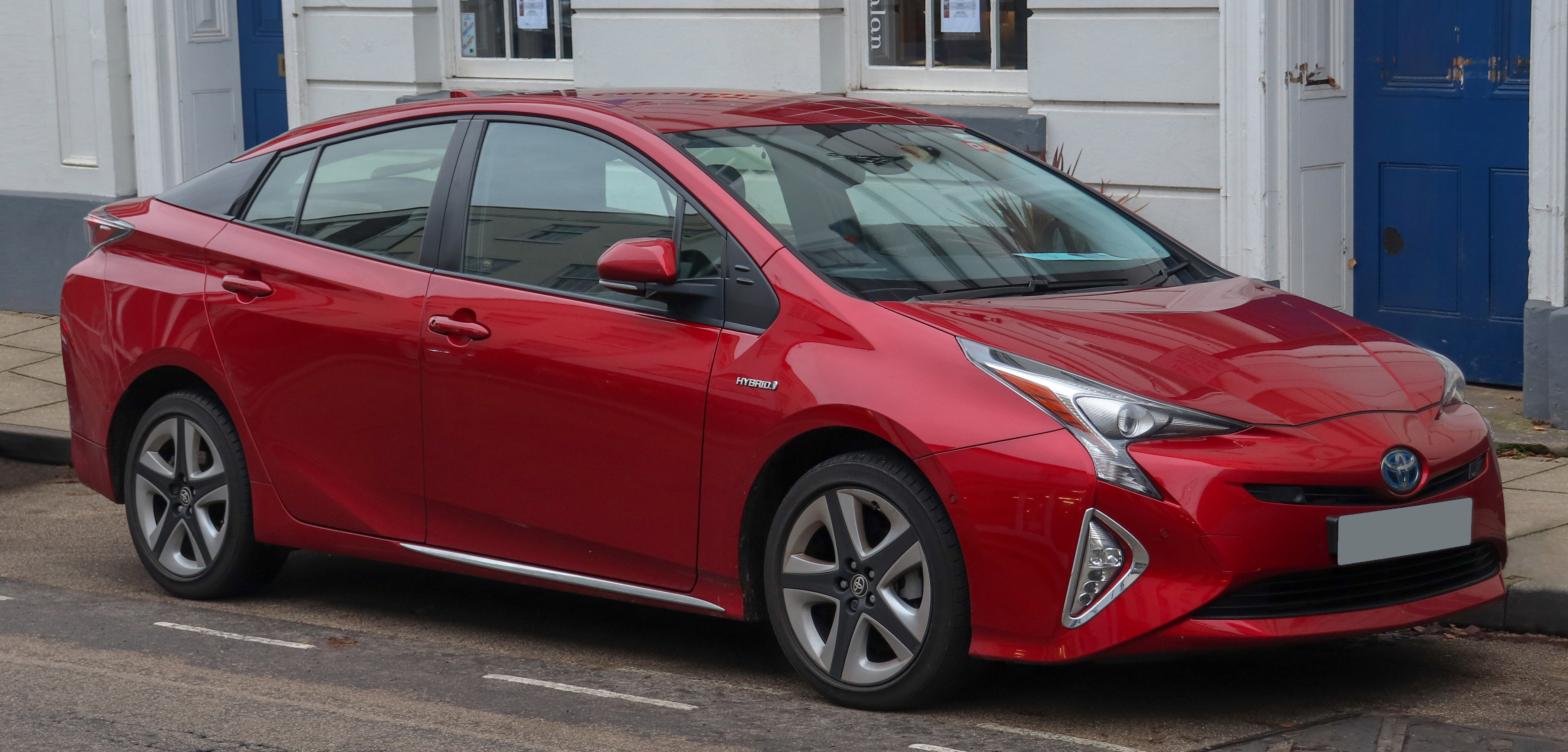
نسل چهارم

نسل چهارم پریوس در سپتامبر ۲۰۱۵ در لاس وگاس معرفی شد.این نسل در سال ۲۰۱۸ فیس لیفت دریافت کرد و با طراحی مجدد چراغ های جلو و عقب تا سال ۲۰۲۲ با سطوح مختلفی از آپشن ها عرضه شد.

## نسل پنجم (۲۰۲۲-اکنون)

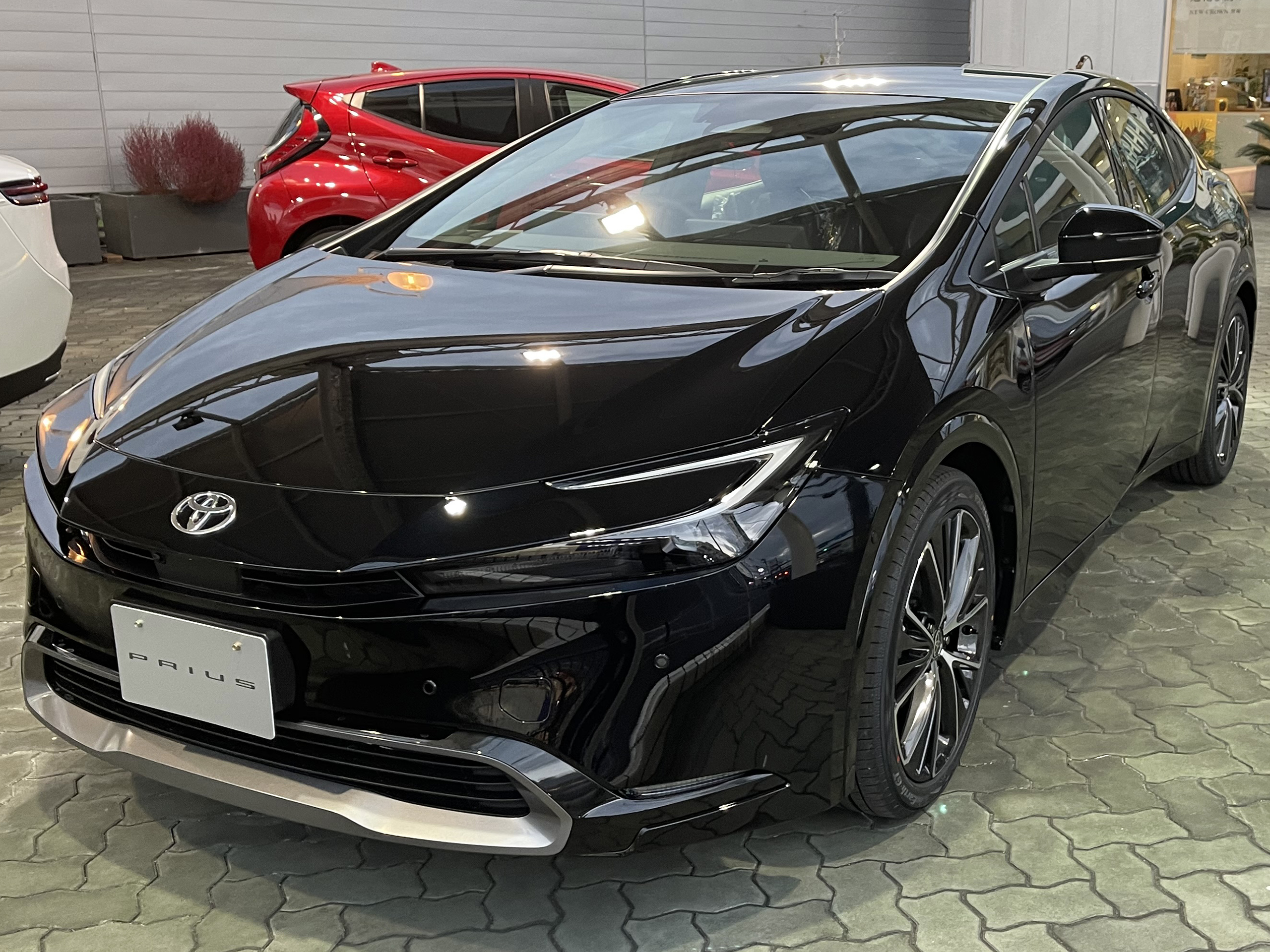
نسل پنجم

نسل پنجم پریوس در 16 نوامبر 2022 معرفی شد.این نسل با سیستم E-Four
و موتور های 1.8 ،2.0 لیتری عرضه شده است که پکیجی برقی شامل موتور  برقی و باتری آن را همراهی میکنند.

## پریوس پرایم
نسخه پلاگین هیبرید تویوتا پریوس نسل چهارم و پنجم با نام تویوتا پریوس پرایم (Prius Prime) در کشورهای مختلف عرضه شده است.  

## بازارها
آمریکا
تویوتا پریوس از سال ۲۰۰۱ در آمریکا عرضه شد و طی این سالها با استقبال گسترده مردم مواجه شد.
تویوتا پریوس با کسب ۱۹۲ رأی توانست عنوان خودروی سال ۲۰۲۴ آمریکای شمالی را از آن خود کند.
ایران
تویوتا پریوس در سال ۱۳۹۵ توسط ایرتویا در ایران عرضه شد. پریوس وارد شده توسط ایرتویا (به اصطلاح شرکتی) در سه تیپ A و B و C عرضه می‌شد و در آن سال با قیمتی حدود ۱۴۰ تا ۱۵۰ میلیون تومان در دسترس مردم قرار گرفت. بعدها، واردکنندگان متفرقه نسبت به واردات تویوتا پریوس تیپ ۳ یا همان تیپ EU که به سفارش کشورهای اروپایی تولید شده بود، اقدام کردند. 